# Heinz Ulzheimer
Heinrich Otto Ulzheimer, meglio noto come Heinz Ulzheimer (Francoforte sul Meno, 27 dicembre 1925 – 18 dicembre 2016), è stato un mezzofondista e velocista tedesco.
Nel 1952 prese parte ai Giochi olimpici di Helsinki vincendo due medaglie di bronzo negli 800 metri piani e nella staffetta 4×400 metri con Günther Steines, Hans Geister e Karl-Friedrich Haas. Nel 1954 fu medaglia d'argento ai campionati europei di atletica leggera di Berna nella staffetta 4×400 metri insieme a Hans Geister, Helmut Drehen e Karl-Friedrich Haas.

## Palmarès
| Anno | Manifestazione  | Sede     | Evento                | Risultato | Prestazione | Note                          |
| ---- | --------------- | -------- | --------------------- | --------- | ----------- | ----------------------------- |
| 1952 | Giochi olimpici | Helsinki | 800 metri piani       | Bronzo    | 1'49"78     | Miglior prestazione personale |
| 1952 | Giochi olimpici | Helsinki | Staffetta 4×400 metri | Bronzo    | 3'06"78     |                               |
| 1954 | Europei         | Berna    | Staffetta 4×400 metri | Argento   | 3'08"8      |                               |